# Hans Frey (Pianist)
Hans Frey (* 15. Januar 1913 in Lachen SZ; † 10. Dezember 1973 in Wädenswil) war ein Schweizer Klavierspieler.

## Leben
Hans Frey wuchs als Sohn eines selbständigen Uhrmacher in Lachen auf. Ein Kunde des Vaters hinterliess bei diesem ein Klavier als Pfand, und der kleine Hans tätigte auf diesem Instrument seine ersten Gehversuche. Später konnte der in Siebnen wohnhafte Kunde das Klavier zurücknehmen und bewilligte dem Knaben, dieses weiterhin in Anspruch zu nehmen. Ein Onkel von Hans Frey besass das Restaurant Bären in Lachen. Im Wissen, dass dort ein Klavier stand, kletterte er gelegentlich durch das Fenster, um dort sein musikalisches Können zu erweitern. Der Wirt kam dahinter und erlaubte ihm, auch durch die Tür hineinzukommen.
Hans Frey kannte keine Noten und entwickelte einen eigenen, unverkennbaren Stil. Der gelernte Klavierstimmer war der erste, der das Klavier – in der Ländlermusik bis anhin nur ein Begleitinstrument – auch als Melodieinstrument verwendete. Schon als Primarschüler wurde er für öffentliche Auftritte engagiert. Ab 1938 erschienen von ihm Schallplatten. Ausserdem bestritt er zahlreiche Radio- und Fernsehauftritte. 43 seiner Eigenkompositionen sind auf Tonträgern enthalten. Seine wohl bedeutendste Eigenkomposition ist ein Polka-Rheinländer mit dem Titel „Mit em Rex ins Tessin“. „Rex“ nannte er seinen Töff, mit dem er leidenschaftlich gerne unterwegs war. Er lebte mit seiner Familie in Wädenswil.